# Nadziemne przejście dla pieszych
Nadziemne przejście dla pieszych – budowla umożliwiająca przejście nad drogowym lub kolejowym szlakiem komunikacyjnym przebiegającym na powierzchni terenu lub w jego zagłębieniu. Przejścia takie rzadko umożliwiają też przejazd wózków inwalidzkich i wózków dziecięcych, ponieważ najczęściej nie są wyposażone w pochylnie.
Z powodu nieprzyjaznego charakteru nadziemnych przejść dla pieszych od lat 90. w Polsce modernizuje się takie obiekty poprzez wyposażanie ich w windy dla osób z wózkami dziecięcymi, niepełnosprawnych i rowerzystów.
W wielu miastach świata (Hamburg, Pekin, Szanghaj) nadziemne przejścia dla pieszych wyposaża się w odsłonięte schody ruchome, odporne na wodę i wandalizm, aby ułatwić komunikację osobom zmęczonym, starszym i z bagażami.
Zaliczenie tego rodzaju obiektów budowlanych do kategorii budowli dokonano w art. 3 pkt. 3 prawa budowlanego.

## Przejście nadziemne w ruchu drogowym

Znak D-36: przejście nadziemne dla pieszych

Prawo o ruchu drogowym oraz przepisy wykonawcze definiują specjalny znak informacyjny dla tego typu przejść. Jest to znak D-36: przejście nadziemne dla pieszych.
Nadziemne przejście dla pieszych umożliwia bezkolizyjne skrzyżowanie ruchu pieszego z innego rodzaju ruchem, np. drogowym czy kolejowym. Realizowane jest poprzez budowę odpowiedniego obiektu mostowego przeznaczonego dla ruchu pieszego (ewentualnie pieszego i rowerowego) – w języku potocznym nazywanym kładką, przy czym ruch pieszy odbywa się na koronie kładki, a ruch pojazdów pod jej konstrukcją. Z dniem 21 września 2022 r. nadziemne przejście dla pieszych stało się wiaduktem dla pieszych.